# Pherne vernalaria
Pherne vernalaria là một loài bướm đêm trong họ Geometridae.